# Alex Power
Alex Power is een fictieve superheld uit de strips van Marvel Comics, en een van de vier oprichters van Power Pack. Hij verscheen voor het eerst in Power Pack #1, waarin hij werd bedacht door Louise Simonson en June Brigman.

## Biografie

### Power Pack
Alex Power werd geboren in Richmond, Virginia. Hij is de oudste zoon van James en Margaret Power. Alex was twaalf toen hij, zijn broer Jack en zijn zussen Katie en Julie superkrachten kregen van de stervende Kymellian Aelfyre Whitemane. Hierdoor werden de vier Power Pack.
Als oudste van de vier nam Alex ook meteen de leiding over het team op zich. Hij bleek een sterke en inzichtvolle leider voor het team, en de anderen vertrouwden dan ook sterk op zijn inzicht om gevechten te winnen. Alleen had hij af en toe woedeaanvallen, die hij ook afreageerde op zijn broer en zussen. Dit leidde er eenmaal toe dat het hele team werd gevangen door de Snarks.
Als oudste van de vier kinderen zocht Alex ook geregeld vriendschappen buiten het team. Hij had verschillende relaties met meisjes uit zijn klas. Ook had hij geregeld confrontaties met pestkoppen op school. Een van hen, Johnny, bleek zelfs zeer gevaarlijk omdat hij dacht dat Alex een mutant was en een keer een pistool meenam met het plan Alex om te brengen.

### New Warriors
Alex’ periode bij de New Warriors begon toen hij werd gerekruteerd door Bandit en Hindsight Lad om hen te helpen Sphinx te stoppen. Om de New Warriors beter van dienst te kunnen zijn, nam hij de krachten van zijn broer en zussen ook over.. Na afloop gaf hij ze hun krachten terug en beloofde ze niet nog eens af te nemen. Echter, in de warriors' strijd tegen de Soldiers of Misfortune was Alex gedwongen zijn belofte te breken en zich toch weer alle krachten toe te kennen.
Tijdens zijn periode bij de Warriors vocht Alex onder andere tegen Spidercide, Psionex, Protocol, de Soldiers of Misfortune en Sphinx.
Alex' laatste missie met de Warriors was in gevecht met de Dire Wraith koningin, Mother Volx. Het gevecht betekende bijna het einde van het ruimteschip Friday.

### Toekomst
Alex gaf zijn broer en zussen uiteindelijk hun krachten terug, en de vier vormden weer Power Pack. Alex zat zelf inmiddels op de middelbare school.
Na afloop van de Power Pack miniserie uit 2000 maakte Joe Quesada bekend dat de New Warriors zullen terugkeren voor een vierde serie, maar dat Alex hier niet bij betrokken zou zijn, omdat  er ook weer een nieuwe Power Pack-serie gepland stond. Deze serie kwam echter niet van de grond. Alex maakte zijn tot dusver laatste optreden in Fantastic Four #574, waarin hij op inmiddels 19-jarige leeftijd lid wordt van Reed Richards' Future Foundation.

## Leeftijd
Alex was aan het begin van de oorspronkelijke Power Pack serie 12 jaar oud, en werd in de serie 13. Hij was respectievelijk 14 en 15 jaar gedurende zijn tijd bij de New Warriors. In de Power Pack miniserie uit 2000 was hij 16. In de Power Pack miniseries uit 2005 en 2006 was hij 15, maar deze series speelden zich af in een andere realiteit dan de vorige Power Pack series. Momenteel wordt zijn leeftijd geschat op 17 of 18.

## Krachten
Alex’ originele kracht was de controle over zwaartekracht. Zijn bijbehorende codenaam was "Gee". Hij gebruikte zijn kracht voor het eerst om zich vast te plakken aan Friday en zo te voorkomen dat hij een Snark schip in werd gezogen. Alex kon met deze krachten zijn eigen zwaartekracht, en die van anderen opheffen. Alex kon zo zichzelf en andere voorwerpen laten zweven. De mate waarin hij zwaartekracht kon beheersen was onbeperkt, maar het kostte hem wel moeite om ermee om te leren gaan.
In Power Pack #25, nadat zijn krachten werden afgenomen door Jackal, nam Alex de energiekrachten van zijn zus Katie over. Hij noemde zich toen "Destroyer", maar ontdekte als snel de dodelijke effecten van deze nieuwe krachten. Alex wist deze krachten tot nieuwe niveaus te tillen, waaronder het absorberen van energie.
In Power Pack #52, wisselden de teamleden weer van krachten en kreeg Alex de krachten van zijn broer Jack. Hij kon nu zijn lichaamsdichtheid veranderen en zo gasvormig worden. Hij noemde zichzelf nu "Mass Master". Hij was de eerste van de vier die deze kracht ook gebruikte om in een vloeibare vorm te veranderen.
Gedurende zijn tijd bij de New Warriors bezat Alex de krachten van alle vier Power Pack-leden. In de miniserie uit 2000, en de miniseries uit 2005-2006 had hij gewoon zijn zwaartekracht krachten weer, maar nu onder de codenaam Zero-G.
Net als zijn broer en zussen beschikt Alex over Kymellian genezende krachten, waardoor hij kleine verwondingen kan regenereren. Hij is ook mede-eigenaar van het Kymellian-smartschip Friday.
Alex droeg een pak van instabiele moleculen, wat Friday aan hem had gegeven. Later voorzag hij dit pak van een paar vleugels zodat hij, in zijn gewichtloze vorm, kon vliegen.